# Синдром Маккюна — Олбрайта
Синдром Маккюна—Олбрайта (англ. McCune–Albright syndrome; також синдром Вейла—Олбрайта англ. Weil-Albright syndrome, Олбрайта—Маккюна—Штернберга англ. Albright-McCune-Sternberg syndrome; також поліостотична фіброзна дисплазія англ. Polyostotic fibrous dysplasia) — рідкісний вроджений розлад розвитку, який проявляється в дитинстві чи ранньому підлітковому віці й поєднує поліостотичну фіброзну дисплазію кістки, пігментацію шкіри по типу «кава з молоком» та ендокринну патологію. Ймовірно, не має спадкового характеру. Серед хворих переважають особи жіночої статі (3:2).

## Етимологія
Названий на честь американських лікарів — педіатра Донована Маккюна (англ. Donovan James McCune, роки життя 1902—1976) і ендокринолога Фуллера Олбрайта (англ. Fuller Albright, роки життя 1900—1969), які вперше описали його незалежно один від одного у 1936-37 роках

## Генетика і патогенез
Відбувається через виникнення постзиготної спонтанної мутації гена GNAS1 на довгій руці хромосоми 20 у положенні 13.3, яка бере участь у клітинному сигналюванні G-білків. Ця мутація, часто мозаїчна, перешкоджає регуляції і дерегуляції цАМФ.
Через це відбувається «автономне виробництво» гормонів, включаючи гормони щитоподібної залози, кортизолу, естрогенів та гормону росту. Тому розвивається гіпертиреоїдизм, синдром Кушинга, передчасне статеве дозрівання у жінок з ростом грудей, передчасним менархе (початок менструальної функції), збільшення швидкості росту та надлишку гормону росту. Підвищена концентрація естрогенів у сироватці крові корелює з великими кістами яєчників. Кисти яєчників з'являються і зникають із зміною концентрацій естрогенів, спричинюючи менструальні кровотечі при зменшенні рівня естрогенів.

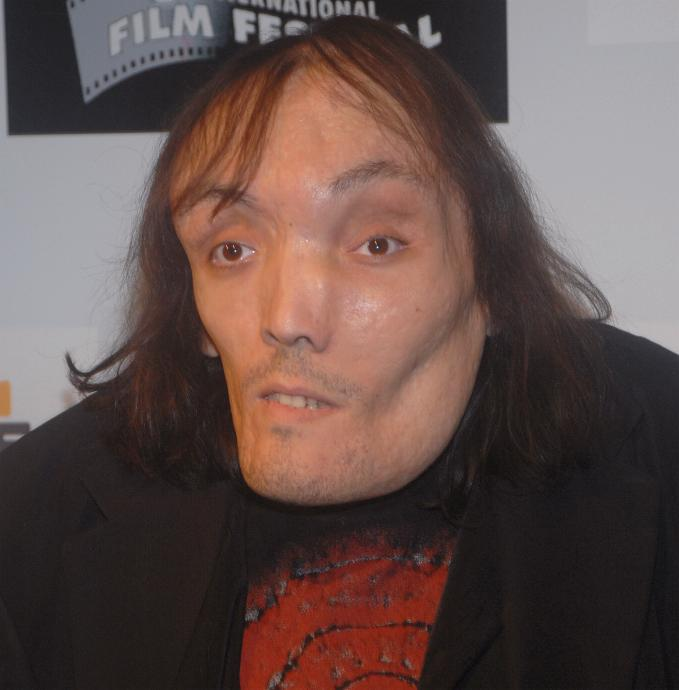
Уругвайський актор Маурісіо Саравіа, що страждає на цей синдром.

## Клінічні ознаки
Проявляється в дитинстві чи ранньому підлітковому віці. Поєднує:
- поліостотичну (або поліосальну) фіброзну дисплазію кістки[3]. Найбільш часто страждають довгі кістки. Спостерігають видовжену статуру, спотворене обличчя, укорочені п'ястки та плеснові кістки, складність у ходьбі;
- пігментацію шкіри по типу «кава з молоком»;
- ендокринні розлади, особливо передчасний статевий розвиток у дівчат у віці від 5 до 10 років, також схуднення, тахікардію, сухість шкіри, очні симптоми за рахунок гіпертиреоідизму, ожиріння, остеопороз, м'язова слабкість через наявність синдрому Кушинга;
- часті маткові кровотечі
- різний ступінь розумової відсталості.

Синдром має різні рівні тяжкості — від прихованих, коли немає жодних зовнішніх ознак кісткової та ендокринної патології, змін статевого дозрівання, яке йде відповідно до віку, немає ніякої незвичайної пігментації шкіри. Діагноз може бути поставлений лише через десятиліття. В інших випадках прояви відбуваються вже в ранньому дитинстві.
Цей розлад нагадує синдром Джаффе-Ліхтенштейна, але при ньому немає стабільної депігментації та раннього статевого розвитку.

## Лікування
Етіотропного лікування немає. Для корекції ендокринних зрушень застосовують медроксипрогестерон, з метою придушення гонадального стероїдогенезу, та препарати тестостерону, які пригнічують гіперестрогенізацію та видовження скелету. У випадку швидкого прогресування гіперпубертатного розвитку можливе видалення яєчників (оваріектомія). У чоловіків застосовують кетоконазол, як інгібітор гонадичного і надниркового стероїдогенезу. Для протидії дисплазії кісток вводять бісфосфонати, інгібітори антагоністів остеокластів. При значних деформаціях кісток застосовують реконструктивне хірургічне втручання.